# 釜山廣域市
35°10′46″N 129°4′32″E / 35.17944°N 129.07556°E
釜山广域市（韩语：／ Busan gwangyeoksi），简称釜山，韩国廣域市，位於朝鮮半島東南端，鄰近慶尚南道和蔚山，是继首尔之后的韩国第二大都市，也是韩国最大港口釜山港所在地，全市人口約为336万，在GaWC所公布之世界级城市名单中被评为頂級国际大都市。
釜山是2002年亚运会及2005年APEC峰會的承办城市，亦為2002年世界杯足球赛的一个分会场。每年在此举办的釜山國際電影節是世界和亞洲頂級的電影節，位于市內的新世界Centum City則是世界上最大的百货商店，並已登錄金氏世界紀錄。

## 历史

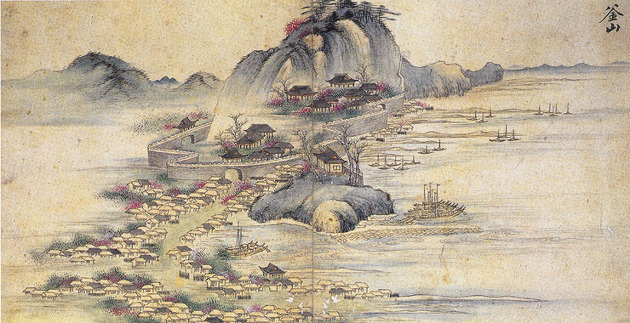
18世纪朝鲜绘画中的釜山

釜山海岸线和洛东江河口是韩国史前遗迹分布最广的地区。东三洞、多大浦、金谷洞等贝冢遗址的考古发现表明釜山地区在新石器时代就已经有人类居住:259。这些新石器遗址出土的石器、陶器等生活用品以及吃过后扔掉的贝类、动物骨头等遗物表明当时的人类以捕鱼为生。釜山地区的内陆平地和丘陵地带存在着青铜器时期的遗址，其中以东莱区的青铜器时期遗址最多:256。东莱区还发现有早期铁器时期的遗址和三国时代的古墓群:259。
757年，新羅始設東萊郡，屬良州。1009年，高麗將其改隸嶺東道，1018年改設東萊縣。1397年（太祖6年），高丽在东莱设镇，由兵马使兼任判县事。高丽末年，倭寇开始猖獗。1396年，倭寇侵犯东莱县、东平县和机张县。1423年（世宗5年），釜山浦开港，并设倭馆。1510年（中宗5年），倭馆因三浦倭乱而关闭，后于1597年（明宗2年）重新开馆。东莱县被升格为东莱都护府。1592年（宣祖25年），庆尚左水营有蔚山开云浦迁至水营（今水营区水营洞）。壬辰倭乱时期，釜山成为倭寇的登陆桥头堡。:256
1876年《江华岛条约》签订后，釜山浦成为开放港口。日本、中国、英国开始在釜山设立租界，开设领事馆。1890年，朝鲜王朝在釜山设置东莱监理署。1895年，东莱府划归庆尚南道。1914年，东莱府改为东莱郡，东莱府釜山面改为釜山府。1925年，庆尚南道道厅从晋州迁至釜山。1936年，东莱郡的西面、沙下面严南里并入釜山。1942年，东莱邑、南面、沙下面也并入釜山，使釜山城市区域得到进一步的扩大。:256
在朝鲜战争期间，釜山於1950年8月至10月，及1951年1月至1953年8月間成为韩国战时临时首都。由于难民的蜂拥而来，釜山人口在1955年超过了100万。1957年，釜山开始实行区制，新设了6个区厅，1963年升格为直辖市，並合併了东莱郡的龟浦面、沙上面、北面以及机张面松亭里。1983年，庆尚南道道厅迁至昌原市。1995年3月，釜山市与梁山郡长安邑、机张邑、鼎冠面、日光面、铁马面和镇海市熊东二洞的一部分合并后，升格为广域市。合并后，梁山郡地区新设机张郡，东莱区分成东莱区和莲堤区，南区分为南区和水营区，北区分成北区和沙上区。目前釜山广域市共有15区、1郡、2邑、3面、221洞。:256
釜山於2002年成功舉辦了第14屆亞運會。

### 市級地位變遷
| 年份 | 政府       | 市名稱     | 上級行政區劃 |
| 757  | 統一新羅   | 東萊郡     | 良州         |
| 1009 | 高麗國     | 東萊郡     | 嶺東道       |
| 1018 | 高麗國     | 東萊縣     | 嶺東道       |
| 1413 | 朝鮮國     | 東萊縣     | 慶尚道       |
| 1547 | 朝鮮國     | 東萊都護府 | 慶尚道       |
| 1592 | 朝鮮國     | 東萊縣     | 慶尚道       |
| 1599 | 朝鮮國     | 東萊都護府 | 慶尚道       |
| 1896 | 朝鮮國     | 釜山道廳   | 慶尚南道     |
| 1914 | 日治朝鮮   | 釜山府     | 慶尚南道     |
| 1949 |            | 釜山市     | 慶尚南道     |
| 1963 | 釜山直轄市 | 中央管轄   |              |
| 1995 | 釜山廣域市 | 地方自治   |              |

## 地理

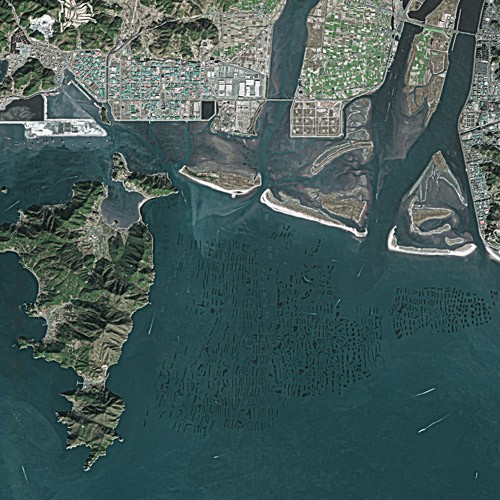
釜山的衛星圖

釜山广域市位于朝鲜半岛东南端，面积761.79平方公里。釜山西北绵延纵伸的是太白山脉的余脉。西北方的金井山（802米）、白杨山（642米）、高远见山（504米）等山脉在龟峰山（405米）急转南下，与西南天马山（322米）、将军山（144米）等丘陵山地相连，形成了环绕釜山港西南端的多大半岛、岩南半岛。东北方的荒岭山（428米）、金莲山（419米）连成的丘陵山地向东南方延伸成围绕釜山港东端的赤崎半岛。:257
韩国最大的河流洛东江从西北山区向西南流入南海，在两岸形成广阔的沙上平原、沙下平原和金海平原。其支流竹林江在金海郡大东面形成三角洲平原。流经东莱盆地的水营江注入水营湾，形成侵蚀平原。东川江发源于白杨山，在釜山港入海，在西南一带形成平原。:257
釜山广域市的海岸线临近山地，大部分地方水位很深，海岸侵蚀严重。在太宗台等岩石海岸地区有明显的海蚀崖、海蚀阶地等海岸地形。凹蚀海湾有由侵蚀物形成的鹅卵石海岸、沙滩海岸等。釜山地区的海湾主要包括水营湾、釜山湾、甘川湾、多大湾等。:257

### 气候
釜山广域市面临大海，属海洋性气候。由于西北部的小白山脉挡住了冬季寒冷的西北风，釜山气候比较温暖，年平均气温为14℃，全年0℃以下的平均天数不到十天。釜山属多雨地区，年降水量为1466.2毫米，其中约78%的降水集中在4-9月份。:257
釜山的气候温和，是海洋性副熱帶季風氣候，很少有过热或过冷的天气。由于海洋的因素，釜山5到7月份的气温要比韩国内陆地区凉爽。
8、9月份釜山天气一般炎热潮湿，降雨较多并有台风。1959年9月15日，超強颱風薩拉经过釜山海岸线，造成严重灾害，釀成669人喪生。2003年9月12日，台风梅米对釜山船舶和建筑造成严重破坏，并造成超過100人死亡及失蹤。
10、11月份釜山的天气一般是最舒适的，天气晴朗，气候宜人。釜山的冬天寒冷，相对干燥，有风。但比韩国其它城市气候要温和。釜山及其周边地区是韩国降雪最少的地方。平均每年仅有6天降雪。
| 釜山廣域市（平均數據1991-2020年，極端數據1904年至今） | 釜山廣域市（平均數據1991-2020年，極端數據1904年至今） | 釜山廣域市（平均數據1991-2020年，極端數據1904年至今） | 釜山廣域市（平均數據1991-2020年，極端數據1904年至今） | 釜山廣域市（平均數據1991-2020年，極端數據1904年至今） | 釜山廣域市（平均數據1991-2020年，極端數據1904年至今） | 釜山廣域市（平均數據1991-2020年，極端數據1904年至今） | 釜山廣域市（平均數據1991-2020年，極端數據1904年至今） | 釜山廣域市（平均數據1991-2020年，極端數據1904年至今） | 釜山廣域市（平均數據1991-2020年，極端數據1904年至今） | 釜山廣域市（平均數據1991-2020年，極端數據1904年至今） | 釜山廣域市（平均數據1991-2020年，極端數據1904年至今） | 釜山廣域市（平均數據1991-2020年，極端數據1904年至今） | 釜山廣域市（平均數據1991-2020年，極端數據1904年至今） |
| 月份                                                  | 1月                                                   | 2月                                                   | 3月                                                   | 4月                                                   | 5月                                                   | 6月                                                   | 7月                                                   | 8月                                                   | 9月                                                   | 10月                                                  | 11月                                                  | 12月                                                  | 全年                                                  |
| ----------------------------------------------------- | ----------------------------------------------------- | ----------------------------------------------------- | ----------------------------------------------------- | ----------------------------------------------------- | ----------------------------------------------------- | ----------------------------------------------------- | ----------------------------------------------------- | ----------------------------------------------------- | ----------------------------------------------------- | ----------------------------------------------------- | ----------------------------------------------------- | ----------------------------------------------------- | ----------------------------------------------------- |
| 历史最高温 °C（°F）                                   | 18.4 (65.1)                                           | 20.3 (68.5)                                           | 22.9 (73.2)                                           | 28.1 (82.6)                                           | 34.0 (93.2)                                           | 33.4 (92.1)                                           | 35.8 (96.4)                                           | 37.3 (99.1)                                           | 35.2 (95.4)                                           | 30.8 (87.4)                                           | 25.6 (78.1)                                           | 20.9 (69.6)                                           | 37.3 (99.1)                                           |
| 平均高温 °C（°F）                                     | 8.2 (46.8)                                            | 10.2 (50.4)                                           | 13.8 (56.8)                                           | 18.2 (64.8)                                           | 22.0 (71.6)                                           | 24.6 (76.3)                                           | 27.5 (81.5)                                           | 29.5 (85.1)                                           | 26.4 (79.5)                                           | 22.5 (72.5)                                           | 16.6 (61.9)                                           | 10.4 (50.7)                                           | 19.2 (66.6)                                           |
| 日均气温 °C（°F）                                     | 3.6 (38.5)                                            | 5.4 (41.7)                                            | 9.1 (48.4)                                            | 13.8 (56.8)                                           | 17.9 (64.2)                                           | 21.0 (69.8)                                           | 24.4 (75.9)                                           | 26.1 (79.0)                                           | 22.6 (72.7)                                           | 17.9 (64.2)                                           | 11.9 (53.4)                                           | 5.8 (42.4)                                            | 15.0 (59.0)                                           |
| 平均低温 °C（°F）                                     | −0.1 (31.8)                                           | 1.5 (34.7)                                            | 5.3 (41.5)                                            | 10.1 (50.2)                                           | 14.6 (58.3)                                           | 18.3 (64.9)                                           | 22.1 (71.8)                                           | 23.7 (74.7)                                           | 19.8 (67.6)                                           | 14.5 (58.1)                                           | 8.3 (46.9)                                            | 2.0 (35.6)                                            | 11.7 (53.1)                                           |
| 历史最低温 °C（°F）                                   | −14.0 (6.8)                                           | −12.6 (9.3)                                           | −9.7 (14.5)                                           | −1.5 (29.3)                                           | 5.4 (41.7)                                            | 9.3 (48.7)                                            | 13.8 (56.8)                                           | 15.4 (59.7)                                           | 9.6 (49.3)                                            | 1.8 (35.2)                                            | −6.5 (20.3)                                           | −12.0 (10.4)                                          | −14.0 (6.8)                                           |
| 平均降水量 mm（）                                     | 34.5 (1.36)                                           | 49.6 (1.95)                                           | 89.7 (3.53)                                           | 140.9 (5.55)                                          | 155.9 (6.14)                                          | 188.4 (7.42)                                          | 326.8 (12.87)                                         | 266.5 (10.49)                                         | 160.6 (6.32)                                          | 79.6 (3.13)                                           | 50.4 (1.98)                                           | 33.8 (1.33)                                           | 1,576.7 (62.07)                                       |
| 平均降水天数（≥ 0.1 mm）                              | 5.4                                                   | 5.9                                                   | 8.3                                                   | 9.2                                                   | 9.1                                                   | 10.4                                                  | 13.6                                                  | 11.9                                                  | 9.2                                                   | 5.3                                                   | 6.0                                                   | 4.7                                                   | 99.0                                                  |
| 平均降雪天数                                          | 1.4                                                   | 1.2                                                   | 0.5                                                   | 0.0                                                   | 0.0                                                   | 0.0                                                   | 0.0                                                   | 0.0                                                   | 0.0                                                   | 0.0                                                   | 0.1                                                   | 0.9                                                   | 4.1                                                   |
| 平均相對濕度（％）                                    | 46.8                                                  | 49.4                                                  | 56.0                                                  | 61.1                                                  | 68.3                                                  | 76.8                                                  | 83.4                                                  | 78.5                                                  | 72.6                                                  | 62.7                                                  | 56.3                                                  | 48.1                                                  | 63.3                                                  |
| 月均日照時數                                          | 203.1                                                 | 189.4                                                 | 202.0                                                 | 212.6                                                 | 228.5                                                 | 180.3                                                 | 172.3                                                 | 199.2                                                 | 173.8                                                 | 212.1                                                 | 195.5                                                 | 205.6                                                 | 2,374.4                                               |
| 来源：韓國氣象廳                                      |                                                       |                                                       |                                                       |                                                       |                                                       |                                                       |                                                       |                                                       |                                                       |                                                       |                                                       |                                                       |                                                       |

## 行政區劃

行政區劃圖

| - 機張郡 (기장군) - 北區 (북구) - 釜山鎮區 (부산진구) - 東區 (동구) - 東萊區 (동래구) - 江西區 (강서구) | - 金井區 (금정구) - 海雲臺區 (해운대구) - 中區 (중구) - 南區 (남구) - 沙下區 (사하구) | - 沙上區 (사상구) - 西區 (서구) - 水營區 (수영구) - 影島區 (영도구) - 蓮堤區 (연제구) |

## 经济
釜山是个典型的工商业城市。各产业在经济中的结构比重分别为服务业占69.4%，制造业占18.1%，建设业占8.9%，农林业占1%，其他占2.6%。

### 运输业

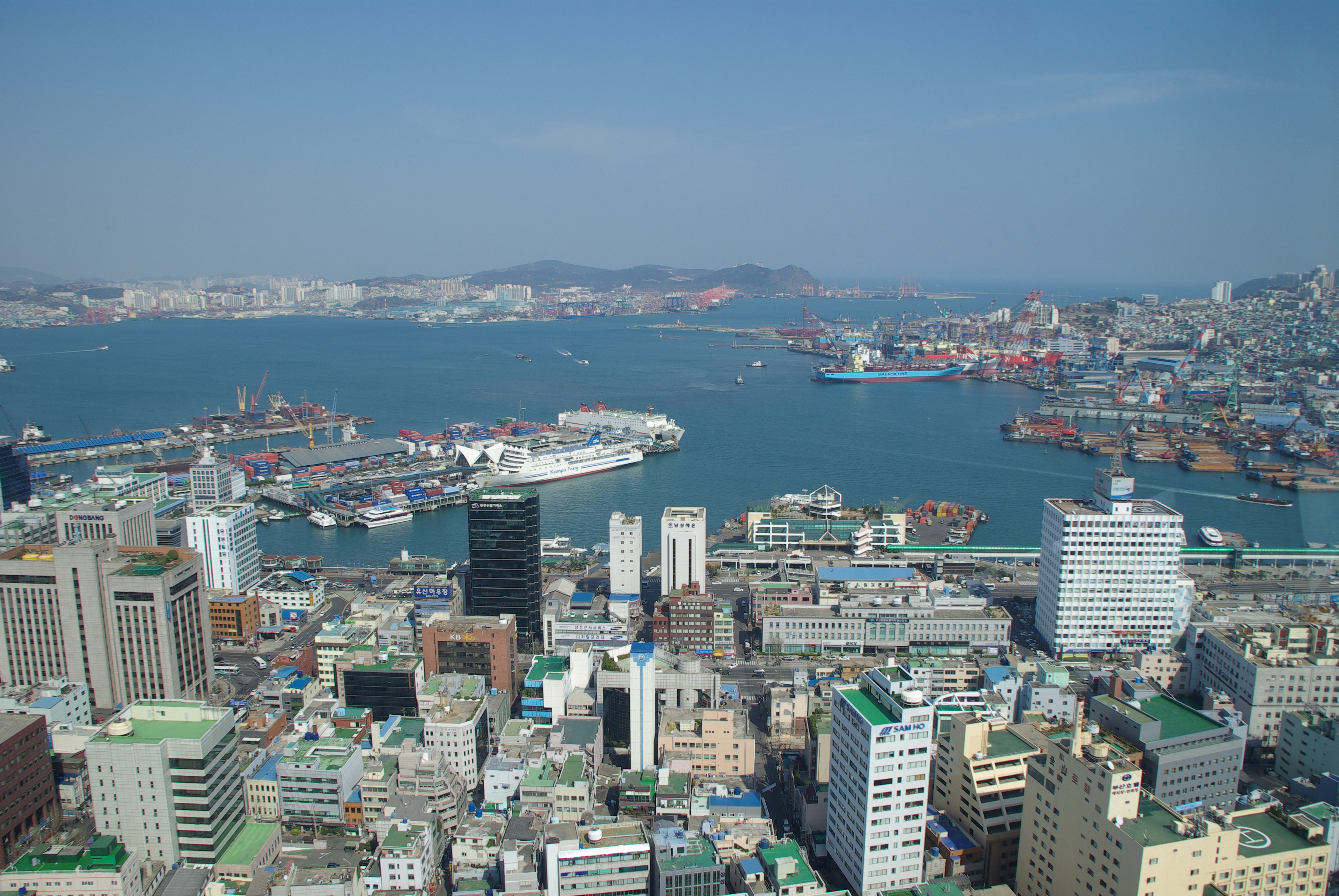
釜山港一号码头

釜山港1876年以釜山渡的名字开港，1906年开始建设码头。目前由北港、南港、甘川港、多大浦港组成的釜山港是韩国第一大港口，每年处理韩国40%以上的出口货物，85%的集装箱货物和40%的水产品:258。1986年，釜山港开始挤身全球十大集装箱港口。2000年开始，釜山港曾连续3年稳坐全球第三大集装箱港的地位，后逐渐滑落至第五大集装箱港。釜山是韩国最大的港口，也是世界最繁忙的港口之一。海洋运输是釜山经济的最重要构成。自1978年以来，釜山已经建成了3个集装箱码头，年集装箱吞吐量可达1320万箱。

### 服务业
西面街是是釜山最拥挤的商业中心，平均每天约 100 万人的流动人口。札嘎其市场则是韩国历史最悠久也是最大的水产品市场。位于釜山的新世界Centum City是世界上最大的百货商店，并已被记录为世界吉尼斯世界纪录。

### 金融业
釜山-镇海自由经济区的建立进一步巩固了釜山国际贸易中心和地区金融中心的地位。韩国唯一的证券交易所韩国交易所(KRX)也设在釜山。

### 工业
釜山的工业主要以纺织、服装、制鞋、胶合板、钢铁制品、造船等为主。釜山工业区分为沙上工业园、新平长林工业园以及影岛、忠武、东莱、龙湖和西面区。其中沙上和新平长林工业园是为将工厂从居民区迁出而建的工业园，发展以铸造为主的各种工业。影岛区是釜山最老的工业区，以造船、金属机械等工业为主。忠武区是水产品加工和印刷业的集中地。:258

### 农业
由于农业劳动力的流失和农地向城市用地的转化，农业在釜山经济中的比重持续下降。农业生产主要以城市市场为对象，属于侧重生产蔬菜、水果、牛奶等的商业型城郊农业。龟浦梨、三乐洞草莓自古就远近闻名。水产业在釜山农林渔生产总值占大部分的比重，曾是釜山仅次于商业的主要产业:257。以居民区为中心的光复洞国际市场是釜山最大的商业区。随着市区的扩张，釜山西部开始成为釜山的地理中心和新的商业中心区:257。

## 交通

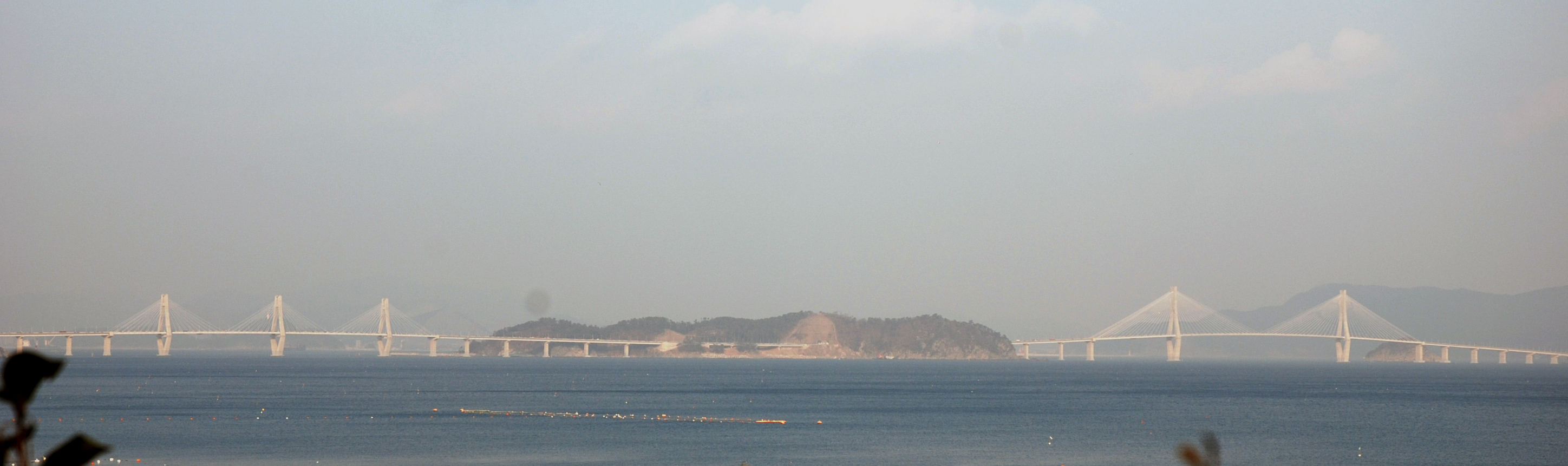
巨加跨海大桥

釜山是韩国的第二大都市也是重要的交通枢纽。京釜高速公路、京釜高铁是连接韩国两大城市首尔和釜山的重要交通要道。此外，釜山还与东海南部线，南海高速相连。位于釜山江西区的金海国际机场是韩国主要的国际机场之一，开通有飞往首尔、济州岛、台灣、日本、中国等地的国内、国际航线。釜山还开往南海各地的快船和日本下关的“釜关渡轮号”。由于地形原因和人口稠密，釜山市内的道路率很低，只有11%。负责运输进出口货物的城市高速公路和连接南北城市的中央路是釜山市内的主要道路。:258

### 巴士
釜山有134条巴士线路。釜山的北部和西部有可通往韩国其它城市的城际高速巴士站。

### 轮渡
釜山海岸轮渡站有通往巨济岛、和济州市的渡輪。
釜山港一号码头的国际轮渡站有通往日本对马岛、下关市、福冈市和大阪市的日韓國際噴射船服務，規模僅次於往來港澳噴射船服務。

### 铁路
釜山与韩国多条铁路相连，其中最重要的是连接首尔、大田、大邱等主要城市的京釜线。京釜线上运行各种档次的铁路机车，包括KTX高速列车。乘高铁从釜山到首尔大约需要150分钟。京釜线的南部总站是位于东区的釜山站。东海南部线连接蔚山广域市, 浦项市和庆州市。

### 地铁
釜山地铁有4条线路: 1号线、2号线、3号线和4号线。这4条地铁线路都由釜山交通公社运营。釜山与金海市有釜山-金海轻轨相连。

### 航空

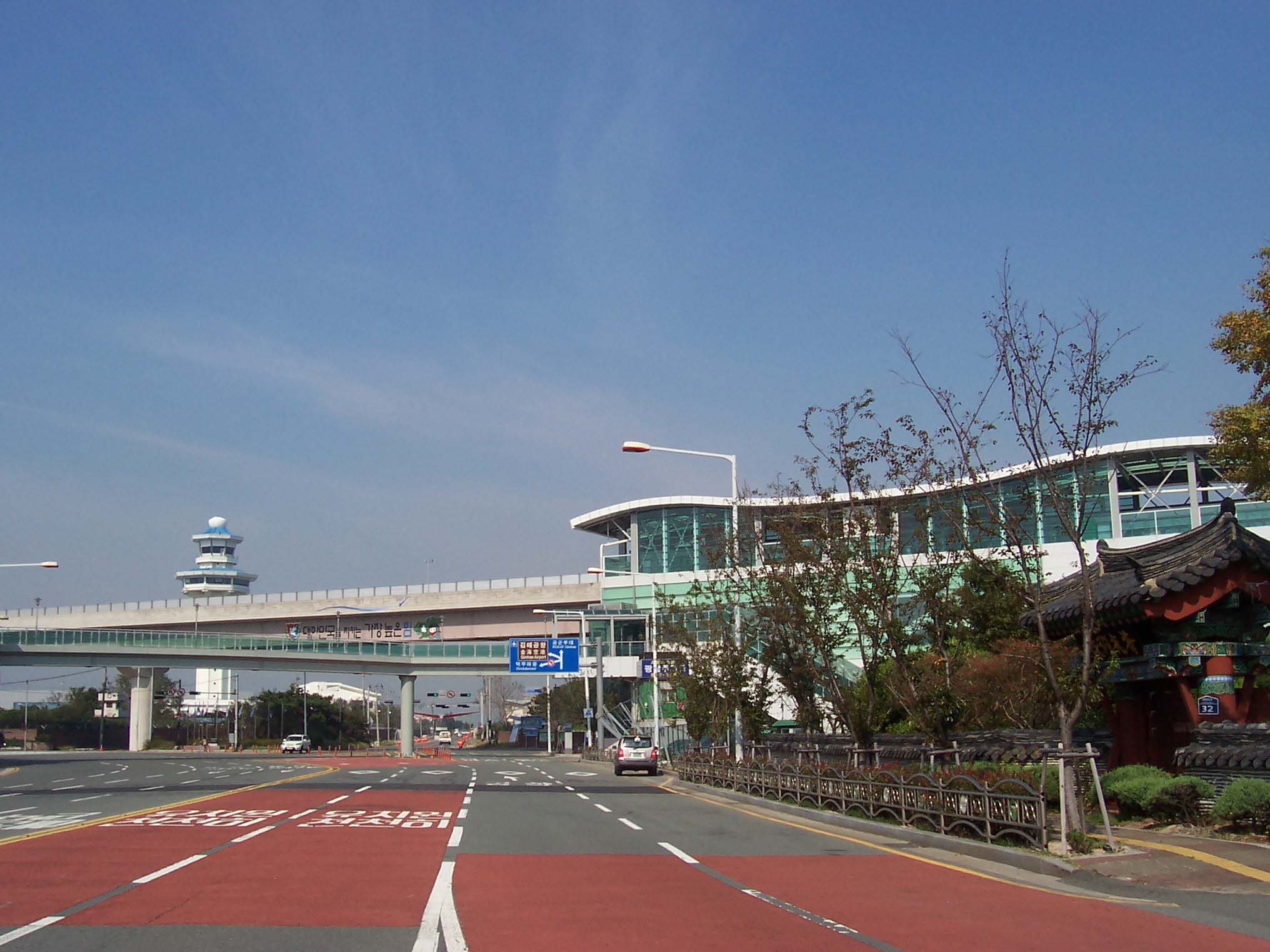
金海国际机场

位于江西区的金海国际机场及加德島國際機場是釜山的国际机场。机场与釜山-金海轻轨相连。
釜山航空是韩亚航空的子公司，总部位于釜山的釜山镇区。釜山航空主要运营釜山到首尔、济州岛和周边亚洲国家和地区的航线。

## 人口
由于朝鲜战争，釜山人口1951年剧增到844,134人。1955年达到1,049,363人。从1970年到20世纪90年代，釜山人口一直在增长，达到了3,887,278人。之后釜山的人口开始出现减少。直到21世纪初，人口再次开始增长，2010年人口总数达3,600,381人；然而由於工業發展式微，人口逐漸外移減少往首爾等地區，至2020年人口為3,411,829人。

## 文化及旅游

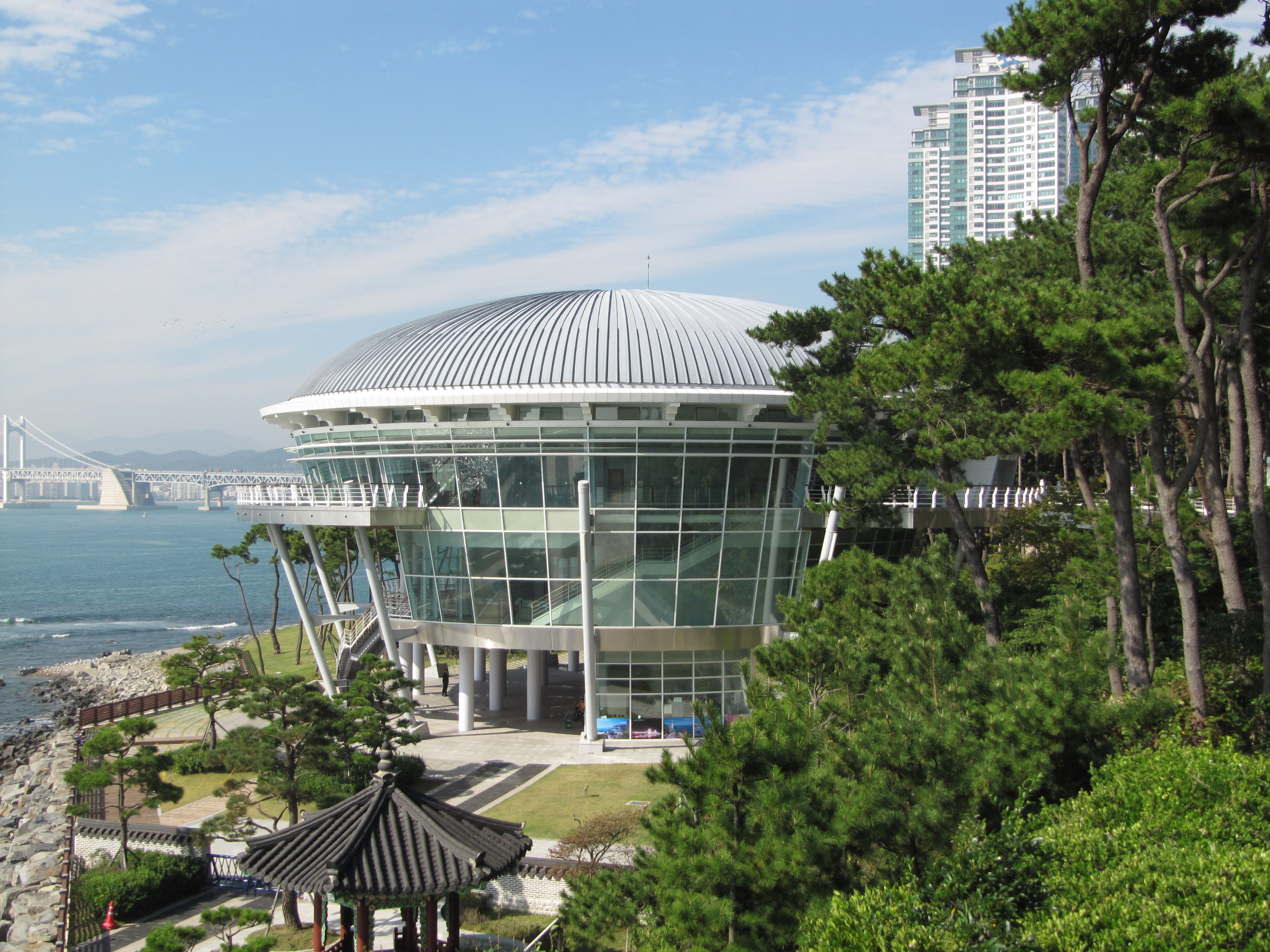
APEC会议旧址

釜山市被称为大海、高山、大河和谐相融的“三抱之乡”。此外，釜山有着一年四季从地下不断涌出的泉水（60℃）的东莱温泉和海云台温泉。这些泉水的水质在韩国是数一数二的。因此，釜山也被称为“四抱之乡”。:259-260

### 海滩

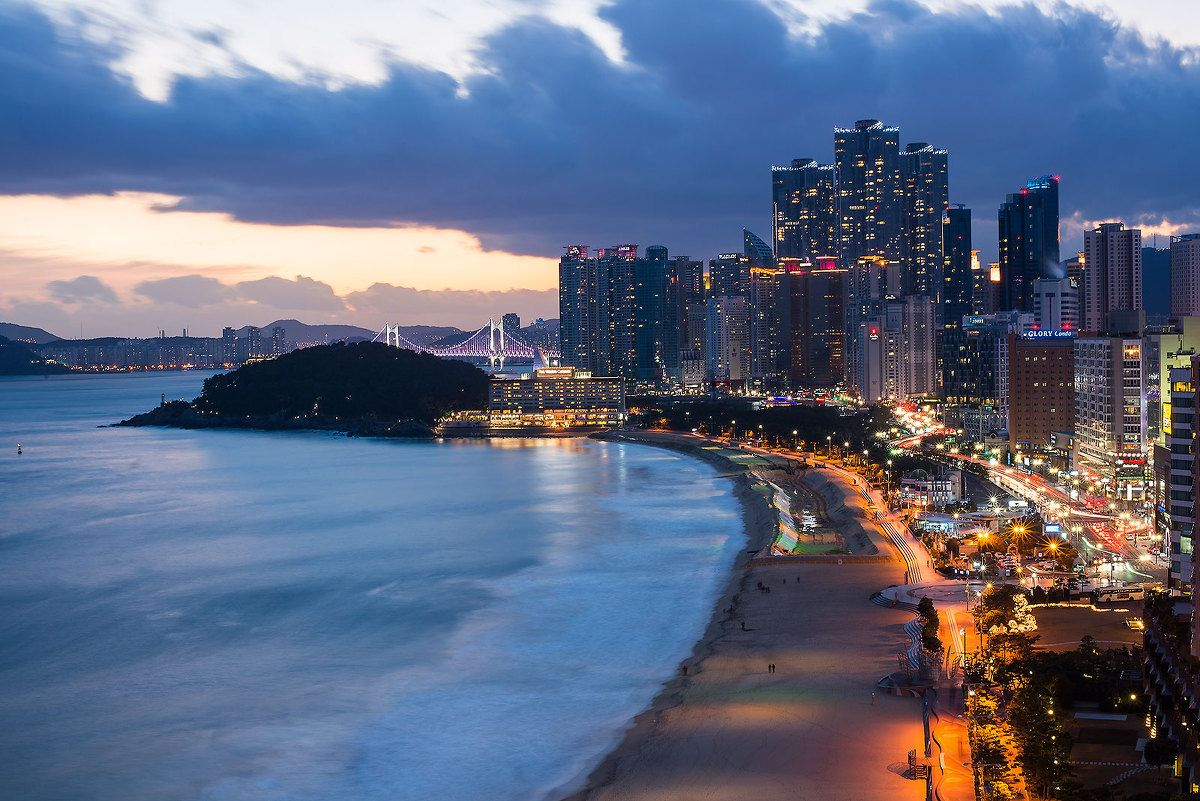
海云台海滩夜景

釜山被称为韩国的夏季首都。國際觀光客和韩国国民都慕名来到釜山的6大海滩浴场。海云台海滩以豪华酒店和狂欢节浮桥为名。海云台的釜山水族馆是韩国最大的水族馆。海云台迎月岭迎月路为海云台区著名的休闲步道，迎月路为釜山最浪漫的步道让许多情侣慕名而来。
广安里海滩是海云台海滩的延伸的小海滩，沿岸有很多的咖啡厅、酒吧和餐馆还有釜山著名的广安大桥。此外，松岛海滩的海洋缆车及云彩足迹较为著名。

### 公园

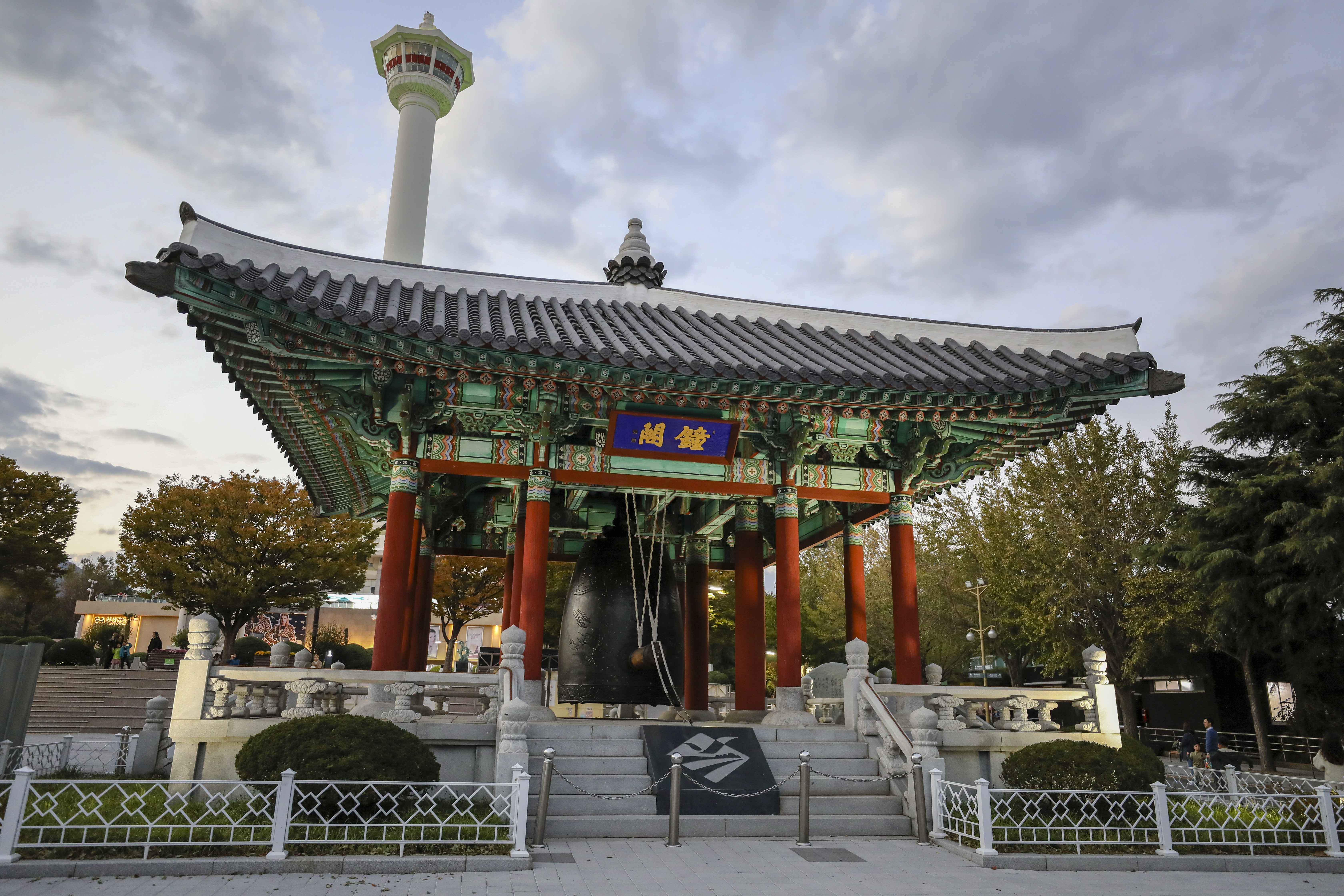
龙头山公园的钟阁

龙头山公园占地约6.9万平方米，内有釜山塔、李舜臣铜像和龙头山美术馆。公园内种植有约70种不同的树木是著名的旅游景点，常年举办文化活动。釜山塔是一座位于龙头山公园内的展望塔，建于1973年，约120米高。在釜山塔下的本馆中设有海洋水族馆和科学展示馆。冬柏公园其过去曾是海中岛屿，岛上长了冬柏树和松树，如今已与陆地相连。岛的山顶上竖有崔致远的铜像和纪念碑。此外，美人鱼像、冬柏岛灯塔和APEC世峰楼也坐落在此。

### 生态旅游
釜山的地形奇特，其众多的岛屿及高山形成了壮观的天际线。其分布于影岛区的太宗台是个自然公园，海岸线上有壮观的悬崖峭壁。太宗台建有远望台，能在天气晴朗时眺望到日本的对马岛。釜山西面的金井山是釜山市民周末喜欢的地方，姑堂峰东部悬崖边上拥有天然的岩石凹陷及阳光照射下的潭水呈现金色，形成金井，故此得名。釜山大渚生态公园拥有全韩国最大的油菜花田，每逢春天金黄的油菜花与粉色的樱花相映生辉。每年都有许多节日，如洛东河畔樱花节、釜山洛东江油菜花节、大渚番茄节等。

### 博物馆

韩国国立海洋博物馆

韩国国立海洋博物馆位于釜山影岛区，是韩国第一个海洋博物馆。釜山的博物馆有釜山国立博物馆、釜山近代历史馆、福泉博物馆、釜山博物馆、釜山现代美术馆、东三洞贝冢博物馆、釜山国立大学博物馆等。

### 艺术

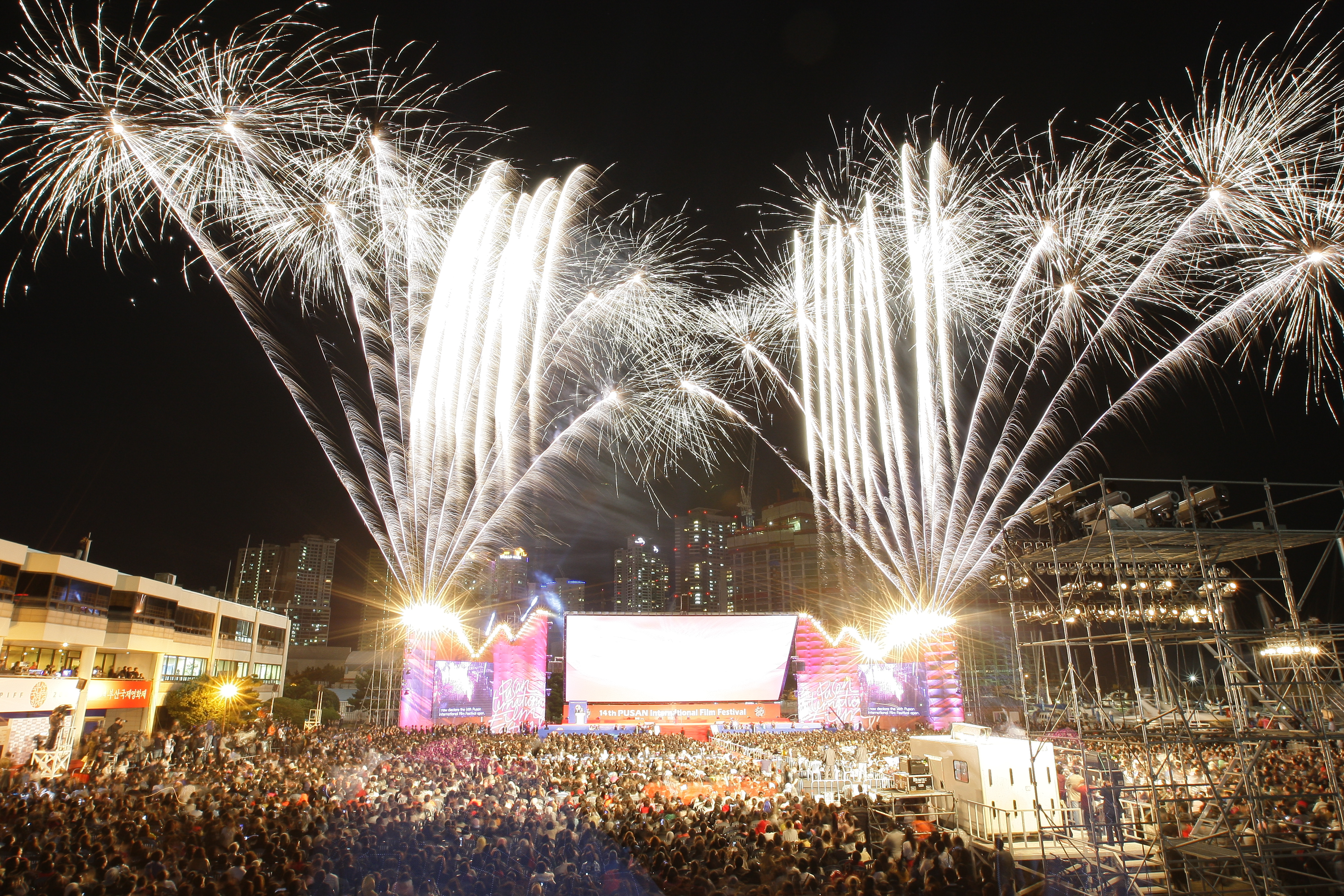
釜山国际电影节开幕仪式

釜山每年每年9月至10月间都会在釜山电影中心举办釜山国际电影节，亦是亚洲最受欢迎的国际电影节之一。其电影节为釜山双年展的举办地，釜山双年展是每两年举行一次的国际当代艺术双年展。2005年，釜山成功举办了第二届亚洲音乐节。釜山还举办了从2016年开始的韩国最大的韩国流行音乐（K-pop）的节日One Asia Festival，将自己定位为韩流音乐文化中心。釜山拥有釜山文化中心、釜山市民会馆、釜山电影殿堂、釜山国立国乐中心等30个公共表演设施80处及40个私人设施。

### 梵魚寺
位于东来温泉以北约8千米的金井山北麓，这座千年古刹是韩国五大名寺之一。该寺在公元678年建成，在建成初期规模宏大，当却在壬辰倭乱中惨遭焚毁。1614年有重新修建了寺庙的正殿——大雄殿。寺庙院落也很有朝鲜王朝时期的风格，院内另有七座殿阁、三座阁楼、三重巨门和十一座静修庵。只有大雄殿一侧的三层石塔是新罗时期的建筑作品。梵鱼寺年有众多历史古迹，其中大雄殿和三层石塔已被列为韩国国宝。

### 海东龙宫寺

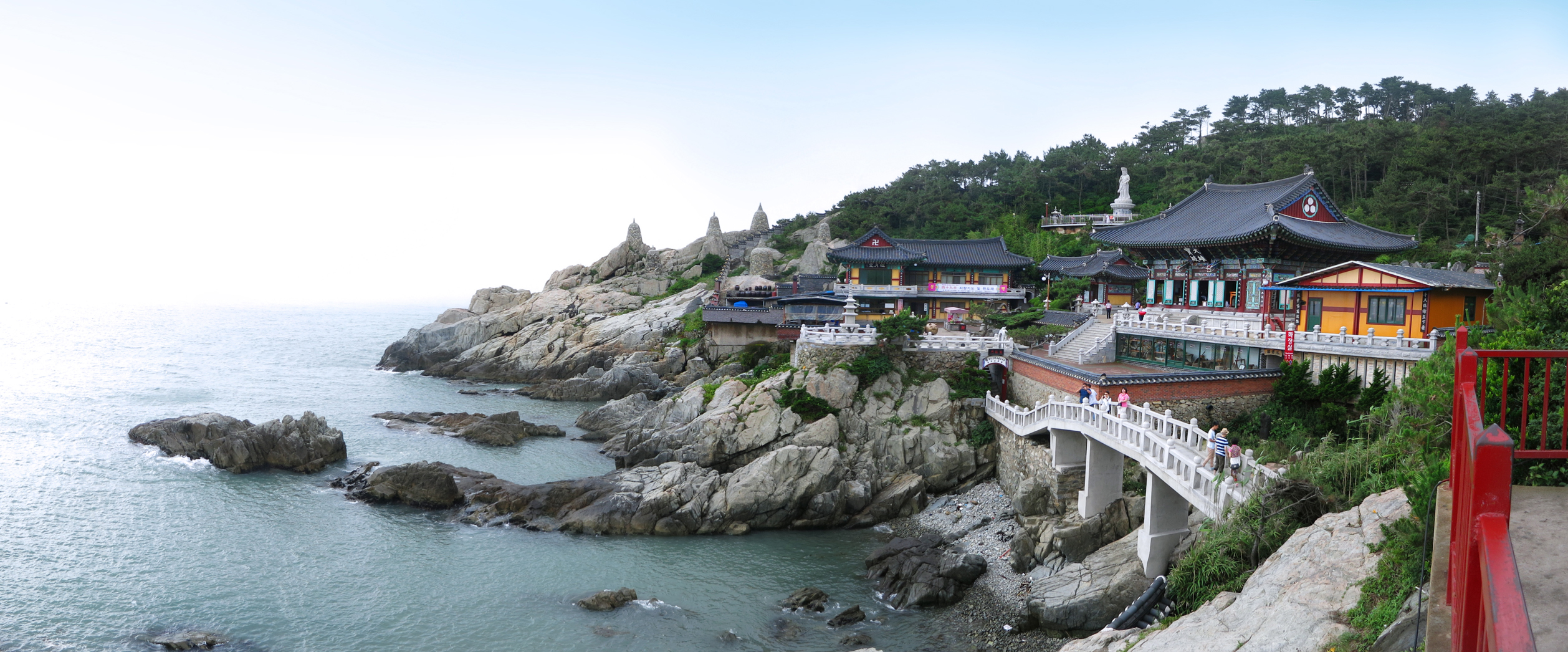
海东龙宫寺全景

位于釜山机张郡海东龙宫寺是一座禪門曹溪宗佛寺，是韩国唯一一座建在海边的佛寺。佛寺于1376年由高丽恭愍王时期的国师懒翁禅师所建。据说当时旱灾，东海龙王托梦向国师作揖而言如在蓬莱山角建寺，则可风调雨顺。建成的寺院依山傍海，景色秀丽。在韩国民间传说流传着在此地许愿，获得神灵托梦允许，就可以成就一个愿望，故吸引大量游客。

## 教育

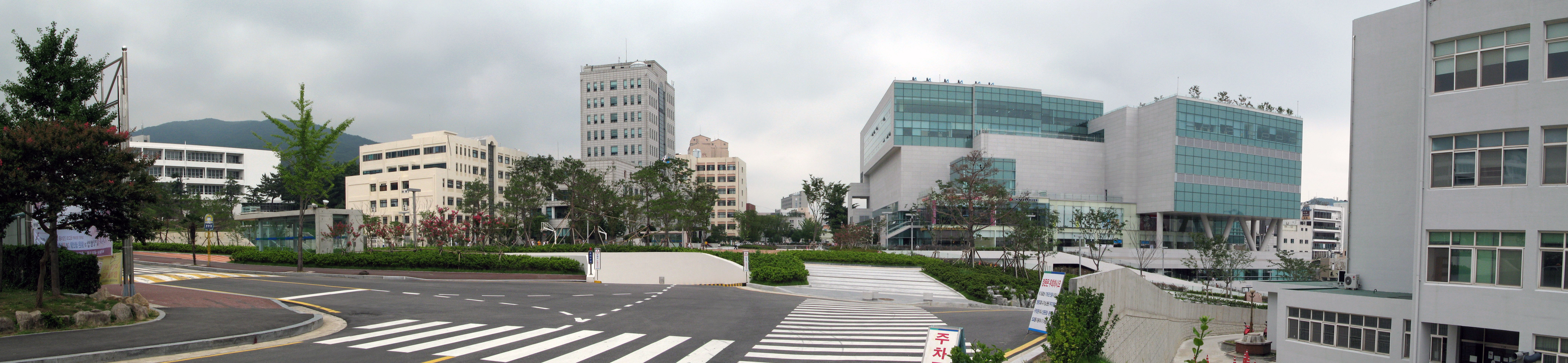
釜山大學

朝鲜王朝时期，釜山地区建有东莱乡校和安乐书院等教育机构。东莱乡校始建于1392年（太宗元年），是东莱儒林讲学的场所，壬辰倭乱时被烧毁，1635年被移建于目前的明伦洞，保留至今。安乐书院始建于1605年（宣祖38年），最初是祭祀壬辰倭乱时殉节的府使宋象贤等官民的忠烈祠。1652年（孝宗3年），府使尹文举和宋象贤的学生在安乐里（今安乐洞）建立书堂，成为安乐书院。:258
釜山的近代教育机构开始于1895年朴琪淙建立的私立开城学校。之后，佐川洞私立日新女校、东莱府小学、开阳学校、三乐学校、东明学校等私立、公立小学陆续在釜山开校，成为朝鲜王朝末期新知识的发源地:258。1946年，随着釜山大学、东亚大学等高等院校的建立，釜山开始担负韩国岭南地区教育的核心作用:258。目前，釜山设有小学273所、初中161所、高中130所、大专12所，大学13所。此外，各个高校还设有多种研究机构，尤其是海洋、水产科学领域的特色研究很多:259。
| - 釜山大學（국립부산대학교） - 東亞大學（동아대학교） - 慶星大學（경성대학교） - 东西大学（） - 釜慶大學（부경대학교） - 國立韓國海洋大學（국립한국해양대학교） | - 釜山外國語大學（부산외국어대학교） - 新罗大学（신라대학교） - 高神大學（고신대학교） - 東義大學（） - 東明大學（） |

## 体育
2002年，釜山成功举办了亚洲运动会。釜山同时也是2002年世界杯足球赛比赛场之一。 

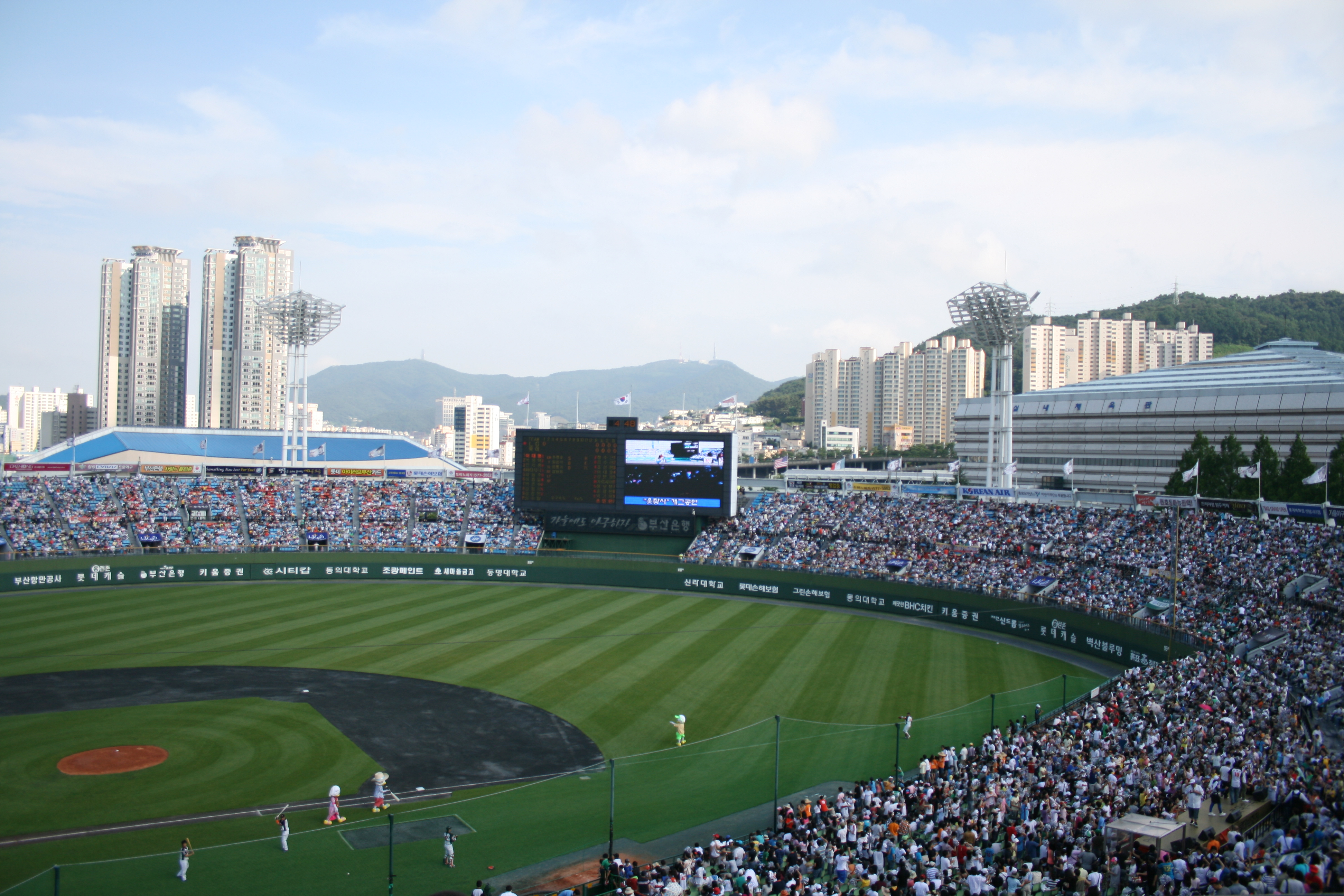
社稷棒球場

### 职业球队
- 樂天巨人
- 釜山IPark足球俱乐部
- 釜山KT爆音

## 姊妹城市
| 國家       | 城市       | 伙伴关系 | 締結年份 |
| ---------- | ---------- | -------- | -------- |
| 臺灣       | 高雄市     | 姐妹市   | 1966年   |
| 美国       | 洛杉矶     | 姐妹市   | 1967年   |
| 日本       | 下关市     | 姐妹市   | 1976年   |
| 西班牙     | 巴塞罗那   | 姐妹市   | 1983年   |
| 巴西       | 里约热内卢 | 姐妹市   | 1985年   |
| 俄羅斯     | 海参崴     | 姐妹市   | 1992年   |
| 中国       | 上海市     | 姐妹市   | 1993年   |
| 印度尼西亞 | 泗水       | 姐妹市   | 1994年   |
|            | 维多利亚州 | 姐妹市   | 1994年   |
| 越南       | 胡志明市   | 姐妹市   | 1995年   |
| 墨西哥     | 提华纳     | 姐妹市   | 1995年   |
| 新西兰     | 奥克兰     | 姐妹市   | 1996年   |
| 智利       | 瓦尔帕莱索 | 姐妹市   | 1999年   |
| 加拿大     | 蒙特利尔   | 姐妹市   | 2000年   |
| 南非       | 西开普省   | 姐妹市   | 2000年   |
| 土耳其     | 伊斯坦布尔 | 姐妹市   | 2002年   |
| 阿联酋     | 迪拜       | 姐妹市   | 2006年   |
| 日本       | 福冈市     | 姐妹市   | 2007年   |
| 美国       | 芝加哥     | 姐妹市   | 2007年   |
| 中国       | 深圳市     | 友好城市 | 2007年   |
| 中国       | 天津市     | 友好城市 | 2007年   |
| 俄羅斯     | 圣彼得堡   | 姐妹市   | 2008年   |
| 日本       | 大阪市     | 友好城市 | 2008年   |
| 柬埔寨     | 金边       | 姐妹市   | 2009年   |
| 印度       | 孟买       | 姐妹市   | 2009年   |
| 希腊       | 塞萨洛尼基 | 姐妹市   | 2010年   |
| 中国       | 重庆市     | 友好城市 | 2010年   |
| 摩洛哥     | 卡萨布兰卡 | 姐妹市   | 2011年   |
| 菲律賓     | 宿务省     | 姐妹市   | 2011年   |
| 泰國       | 曼谷       | 友好城市 | 2011年   |
| 緬甸       | 仰光       | 姐妹市   | 2013年   |
| 中国       | 北京市     | 友好城市 | 2013年   |
| 日本       | 名古屋市   | 友好城市 | 2014年   |
| 伊朗       | 阿巴斯港   | 友好城市 | 2016年   |
| 蒙古国     | 乌兰巴托   | 友好城市 | 2016年   |
| 巴拿马     | 巴拿马市   | 友好城市 | 2016年   |
| 中国       | 广州市     | 友好城市 | 2019年   |
| 波蘭       | 格丁尼亚   | 姐妹市   | 2020年   |

## 外部連結
- 釜山市政府 官方网站 （简体中文）／官方网站 （繁體中文）
- 韓國觀光公社 釜山簡介 （繁體中文）
- 釜山觀光公社官方臉書 （页面存档备份，存于）
- VISIT BUSAN （页面存档备份，存于）
- 釜山觀光公社官網
- 谷歌地圖 （页面存档备份，存于）
- 台灣駐韓國代表部釜山辦事處 （页面存档备份，存于） （繁體中文）
- 釜山國際電影節 （页面存档备份，存于） 
- Wikitravel旅遊指南 - 釜山廣域市 （页面存档备份，存于）（英文）
- OpenStreetMap上有關釜山廣域市的地理